# Végétarisme en Inde

Marquage végétarien : un étiquetage est obligatoire en Inde pour distinguer les produits végétariens, qui excluent la viande, le poisson et les œufs (à gauche) de ceux non-végétariens (à droite). Un gâteau contenant des œufs sera considéré et marqué comme « non-végétarien », même s'il ne contient ni viande ni poisson.

Le végétarisme en Inde concernerait environ 30 % de la population selon un sondage du gouvernement en 2014, ce qui représente environ 390 millions de végétariens sachant que la population totale est estimée à environ 1,29 milliard de personnes à la même période d'après la Banque mondiale. Cependant une étude de 2018, publiée dans la revue Economic and Political Weekly (en), comparant les déclarations des populations aux quantités de viande produites et achetées, montre que même si la plupart des études sur le sujet évoquent des chiffres allant de 23 % à 37 % de végétariens, ils seraient dans les faits autour de 20 %, et même parmi les hautes castes, la consommation de viande concernerait 2/3 des personnes. Cela serait dû à des pressions politiques et culturelles, qui pousseraient la population à rapporter une consommation de viande inférieure à la réalité.
L’Inde est le pays où le végétarisme est le plus observé dans le monde. D’après la FAO, c'est également le pays où les habitants ont le plus faible taux de consommation de viande dans le monde avec 3,2 kg par personne sur l'année 2007.

## Restaurants en Inde

### Système de marquage obligatoire
La plupart des restaurants non-végétariens indiquent s’ils proposent des plats végétariens et les cantines et restaurants proposant uniquement de la nourriture végétarienne (restaurants labellisés pure vegetarian) sont nombreux et populaires. Le gouvernement a mis au point un système de marquage des produits comestibles élaborés à partir uniquement d’ingrédients végétariens, avec un point vert dans un carré vert ou un label composé d’un point marron dans un carré marron signifiant que certains ingrédients d’origine animale (en plus du lait ou ses dérivés directs) ont été utilisés.

### Langar

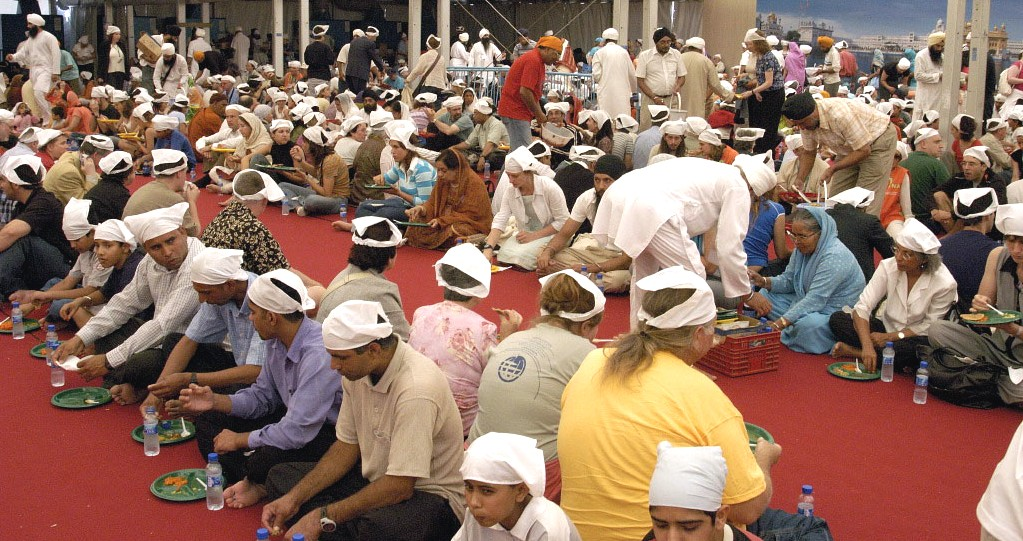
Langar, restauration gratuite et collective végétarienne, dans un temple sikh.

La communauté pratiquant le sikhisme propose, pour tous sans distinction, une restauration collective gratuite toujours végétarienne ; ces lieux s'appellent langar et se trouvent dans un temple sikh.

## Végétarisme et religions

### Végétarisme: pratique religieuse et culturelle
Selon l’USDA les raisons du végétarisme sont principalement d’ordre culturel selon le concept de non-violence défini par la philosophie indienne à travers l'ahimsa et notamment du fait des religions en Inde (20-30 % des végétariens stricts, excluant la consommation d'œuf aussi, ce en quoi consiste le végétarisme hindou). Les 70-80 % restants seraient limités plutôt par les revenus que les religions. Selon l'Hindu Janajagruti Samiti (en) : « La majorité des Hindous croient que le non-végétarisme est démoniaque et le summum de la cruauté ».
Les Indiens musulmans, chrétiens et les hindous non religieux consomment de la viande (avec une population musulmane de 177 286 000 personnes représentant 14.6% de la population du pays, l'Inde est le 3e pays où il y a le plus de musulmans au monde, avec une présence chrétienne dans le Sud de l'Inde, au Kerala notamment).

### La vache: un animal sacré
La vache est considérée comme un animal sacré (perçu comme une mère divine du fait de son don de lait) seulement pour les hindous religieux mais non pour les hindous rejetant l'ahimsâ (la « non-violence », dont le végétarisme est une facette incontournable); alors même que d'après un rapport de 2017 du Département de l'Agriculture des États-Unis (l'USDA), l'Inde est le premier exportateur mondial de bœuf.

## Attaques
En Inde, depuis 2017, de nombreuses attaques contre des militants végétariens pour la protection animale ont été signalées à la police, ces violences étant perpétrées par les « mafias de la viande » attaquant quiconque dénonce les violences faites aux animaux,. Par ailleurs, d'après France Info en 2017 : « Les militants hindouistes prennent régulièrement pour cible, les camions transportant du bétail, au nom de la défense de la vache sacrée. Même si les conducteurs, souvent musulmans, détiennent toutes les autorisations, ils se font tabasser, voire tuer. Depuis six mois, une vingtaine d'attaques ont été rapportées, un chiffre en hausse de 75% par rapport à l'année dernière. »

## Critique du végétarisme en Inde

### Ritwik Deo
Le végétarisme est sujet à controverse en Inde. Par exemple Ritwik Deo, un journaliste Indien vivant à Londres, critique fermement le végétarisme en Inde à la suite de la polémique causée par un livre sur la santé et l’éducation pour les 11-12 ans nommé New Healthway, vendu à 1 454 exemplaire. Le livre n’est plus disponible dans le catalogue de l’éditeur. L’auteur David S. Poddar affirmait que les mangeurs de viande sont des menteurs, violents et criminels sexuels. Ainsi selon Ritwik Deo, le végétarisme en Inde est « un fléau pour son peuple (affamé) et son bétail (maltraité) ».

### Guy Deleury
Dans son ouvrage Le modèle indou, Guy Deleury, un écrivain et ancien prêtre catholique Français (qui quitta l'ordre des Jésuites en 1974, après avoir vécu trente ans en Inde), estime que ce n'est pas le végétarisme qui a engendré les famines en Inde, mais la colonisation britannique et l'exportation de son système capitaliste en Inde, la mise en place de la propriété privée (créant des paysans sans terre), des impôts fonciers, la décision coloniale d'employer les terres dédiées à des cultures vivrières pour les cultures commerciales du thé, de jute, etc., et la pratique généralisée de l'usure ; pour Guy Deleury, les journalistes occidentaux se moquent du végétarisme et du culte hindou de la vache sacrée (chers aux paysans hindous) en ignorant complètement l'histoire de l'Inde et les crimes coloniaux qui n'ont jamais été jugés et dont les profits ont permis à des capitaux énormes de se créer pour permettre à la Grande-Bretagne de « fonder, la première en Europe, les bases de son développement industriel ». Guy Deleury fait d'ailleurs remarquer qu'après l'Indépendance de l'Inde et la fin de la domination britannique, l'ère des grandes famines régulières en Inde cessa :

« Quand les marchands de Birmingham se furent transformés en conquérants, le village indou entra dans un long et cruel purgatoire. Et ce fut la (...) contribution indirecte de l'Inde à l'histoire occidentale. Par le pillage systématique des richesses du Bengale d'abord, puis par l'exploitation de son empire des Indes, l'Angleterre put, grâce aux énormes sommes extorquées, fonder, la première en Europe, les bases de son développement industriel. Cette naissance du capitalisme occidental a été payée par la ruine du paysan indou, qui en subit encore les séquelles catastrophiques en termes de misère et de famines. La dernière grande famine se produisit en 1943 et coûta, directement ou indirectement, la vie à environ cinq millions de personnes. Quatre ans plus tard, déclenchant la grande vague de décolonisation, l'Inde conquit son indépendance : l'ère des grandes famines était close. »

— Le modèle indou, Guy Deleury, éditions Kailash.
L'Inde a connu en effet des grandes famines régulières lorsqu'elle était une colonie de l'Empire britannique jusqu'à son indépendance, comme celles de 1876-1878 (morts de 5.5 millions de personnes) et 1899-1900 (morts de 4.5 millions de personnes).

#### Prolongement de la malnutrition en Inde
Si les grandes famines en Inde ont cessé, la problématique de la malnutrition n'a pas disparu avec l'Indépendance de l'Inde. Selon un article partagé par le Comité Français pour la Solidarité Internationale CFSI, citant une étude de l'OXFAM, une confédération internationale qui lutte contre la pauvreté dans le monde, une personne souffrant de la faim sur quatre vit en Inde. Également selon un article paru dans Libération, l'Inde tente toujours de débarrasser le pays de la faim et de la malnutrition.

## Études

### Controverse de la proportion de végétarien en Inde
Le nombre de végétarien en Inde ne fait pas consensus, le nombre variant d'une étude à une autre. Cela provient d'une part de la complexité des différents régimes alimentaires végétariens, influencés par les différents courants religieux (cf. Végétarisme hindou, Végétarisme sikh, Végétarisme bouddhique, Végétarisme jaïn) mais aussi d'autre part, par la méthode statistique employée pour le comptage. Ainsi les quatre études citées pour estimer la population indienne végétarienne présentent un écart de 20% (par exemple entre l'USDA et l'ONUAA). Une enquête de 2018 de la revue Economic and Political Weekly (en) comparant les déclarations des populations aux quantités de viande produites et achetées, relève que seuls 20 % d’Indiens ne consommeraient ni viande, ni œufs, ni poisson,,.

#### Différentes études
- The Hindu-CNN-IBN State of the Nation Survey throws fresh light on Indian attitudes to food, drink and tobacco (2006) -  les végétariens en Inde seraient 31 %[28].
- ONUAA d’après des données de National Sample Survey (NSS) (2006) - ils représenteraient 42 %[29].
- L’USDA (2003)  avance le chiffre de 20-30 %[10].
- Et le Ministère de l’Intérieur d’Inde (2014)  fournit le chiffre de 28-29 %[30].